# 1975年の宝塚歌劇公演一覧
本項目では、1975年の宝塚歌劇公演一覧（1975ねんのたからづかかげきこうえんいちらん）について示す。

## 宝塚大劇場公演
（）内は、作者または演出者名。参考資料は90年史。

### 月組
- 1月1日 - 1月30日
  - 『春鶯囀』（植田紳爾）
  - 『ラビング・ユー』（菅沼潤）

### 雪組
- 2月1日 - 2月27日
  - 『フィレンツェに燃える』（柴田侑宏）
  - 『ザ・スター』（鴨川清作)

### 花組
- 3月1日 - 3月25日
  - 『夢みる恋人たち』（大関弘政）
  - 『ボン・バランス』（横澤英雄）

### 月組
※この公演より期間を1ヶ月半に変更
- 3月27日 - 5月12日
  - 『春の宝塚踊り』（白井鐡造）
  - 『ラムール・ア・パリ』（内海重典）

### 星組
- 5月14日 - 7月1日
  - 『屋根裏の妖精たち』（高木史朗）
  - 『マイ・ハイ・スイング』（鴨川清作）

### 花組
- 7月3日 - 8月12日
  - 『ベルサイユのばら<アンドレとオスカル>』（長谷川一夫　演出、植田紳爾　脚本・演出）

### 雪組
- 8月13日 - 9月30日
  - 『ベルサイユのばら<アンドレとオスカル>』（長谷川一夫　演出、植田紳爾　脚本・演出）

### 月組
- 10月2日 - 11月11日
  - 『恋こそ我がいのち<赤と黒>』（柴田侑宏　脚本・演出）
  - 『イマージュ』（小原弘稔）

### 星組
- 11月13日 - 12月14日
  - 『美しく青きドナウ』（川井秀幸）
  - 『ザッツ・ファミリー』（横澤英雄）

## 東京公演
（）内は、作者または演出者名。参考資料は90年史。

### 花組
- 1月4日 - 1月28日　新宿コマ劇場
  - 『海と太陽とファド』（郷土芸能研究会　構成、渡辺武雄　演出、阿古健　脚本・演出）
  - 『アン・ドウ・トロワ』（小原弘稔）

### 星組
- 3月4日 - 3月29日　東京宝塚劇場
  - 『ブリガドーン』（鴨川清作　作訳・演出）

### 雪組
- 4月3日 - 4月27日　東京宝塚劇場
  - 『フィレンツェに燃える』（柴田侑宏）
  - 『ボン・バランス』（横澤英雄）

### 月組
- 7月4日 - 7月28日　東京宝塚劇場
  - 『花の宝塚踊り』（白井鐵造）
  - 『ラムール・ア・パリ』（内海重典）

### 星組
- 8月1日 - 8月30日　東京宝塚劇場
  - 『屋根裏の妖精たち』（高木史朗）
  - 『マイ・ハイ・スイング』（鴨川清作）

### 花組
- 11月1日 - 11月27日　東京宝塚劇場
  - 『ベルサイユのばら<アンドレとオスカル>』（長谷川一夫　演出、植田紳爾　脚本・演出）

## 宝塚大劇場・東京以外の公演
（）内は、作者または演出者名。参考資料は90年史。

### 花組
- 5月16日 - 5月20日　福岡スポーツセンター
  - 『春鴬囀』（植田紳爾）
  - 『ボン・バランス』（横澤英雄）

### 第12回宝塚フェスティバル
- 5月23日・24日　大阪・毎日ホール

### 雪組
- 5月30日 - 6月7日　豊橋、名古屋、安城、盛岡、八代、津山
  - 『花吹雪』（柴田侑宏）
  - 『ハロー!タカラヅカ』（鴨川清作）

### 花組
- 8月28日 - 9月24日　糸魚川、広島、松江、岡山、佐世保、伊万里、長崎、熊本、加世田、鹿児島
  - 『花かげろう』（植田紳爾）
  - 『ボン・バランス』（横澤英雄）

### 雪組
- 10月18日 - 11月13日　仙台、花巻、相模原、前橋、岡山、諏訪、名古屋、木更津、二本松、中条、岩船、金沢、富山
  - 『宝塚おどり絵巻』（白井鐵造）
  - 『ボン・バランス』（横澤英雄）

## 第3回ヨーロッパ公演
- 1975年9月22日大阪国際空港出発、1月14日大阪国際空港帰着

### 公演日と公演都市
- 9月27日 - 9月30日　　ソビエト社会主義共和国連邦（現・リトアニア）ビリニュス
- 10月3日 - 10月12日 　カウナス
- 10月16日 - 10月29日　ソビエト社会主義共和国連邦（現・ロシア）レニングラード（現・サンクトペテルブルク）
- 11月5日 - 11月15日　 モスクワ
- 11月19日 - 12月4日　 ソビエト社会主義共和国連邦（現・ウクライナ）キエフ
- 12月12日 - 1月11日　 フランス パリ

### 演目
『ザ・タカラヅカ』
第1部（日本もの）：『ファンタジー・タカラヅカ』（白井鐵造　作）
第2部（洋もの）：『ビート・オン・タカラヅカ』（鴨川清作　作）

### スタッフ
- 団長：坂治彦
- マネージャー：松原徳一
- 演出：酒井澄夫・草野旦
- 音楽指揮：橋本和明

ほか計14名

### 選抜生徒
- 松本悠里
- 初風諄
- 銀あけみ
- 麻月鞠緒
- 啓華世
- 但馬久美
- 志都美咲
- 龍悦代
- 室町あかね
- 明日香都

- 藍えりな
- 麻樹こずえ
- 千花さち代
- 三代まさる
- 千木たかし
- 久美かおる
- 美穂真咲
- 矢代鴻
- 牧原なおき
- 奈緒ひろき

- 風美圭
- 有明淳
- 大湖かつら
- 洋ゆり
- 宝純子
- 祐樹叶
- 条はるき
- 世れんか
- 真咲佳子
- 萬あきら

- 松方里佳
- 加奈霞
- 山奈由佳
- 美野真奈
- 鷹匠恵
- 北原千琴
- 礼美良
- 潮はるか
- 晃みやび
- 亜湖千波

- 鳳城ひろき
- 夢まどか
- 八代東奈
- 真汐ちなみ
- 孝まりお
- 高汐巴

（46名）（パリは鳳蘭を加え、47名）
※参考資料は80年史